# John Schank
John Schank (1740 circa – Dawlish, 6 febbraio 1823) è stato un ammiraglio britannico della Royal Navy.
Versatile progettista meccanico e navale, venne soprannominato "Vecchia Puleggia" per il suo progetto di branda sospesa regolabile direttamente, attraverso un meccanismo di pulegge, dalla persona in essa ospitata.
Durante la Rivoluzione Americana fu responsabile, con il grado di tenente, della costruzione della flotta inglese nella regione dei Grandi Laghi (1776).
Nel 1783, con il grado di capitano, presentò all'Ammiragliato britannico il progetto di una deriva basculante intesa a diminuire il pescaggio delle imbarcazioni e permetterne un maggiore avvicinamento a riva.
La soluzione, testata con successo, venne applicata dall'Ammiragliato su diverse imbarcazioni, la più celebre delle quali fu la Lady Nelson con cui vennero effettuate numerose missioni esplorative in Australia.

## Riferimenti letterari
Schank appare nel romanzo di Patrick O'Brian La nave corsara del ciclo Aubrey/Maturin.